# Harriet (Vorname)
Harriet ist ein weiblicher Vorname.

## Herkunft und Bedeutung
Harriet ist eine englische Form von Henriette. Weiteres zur Bedeutung findet sich unter Heinrich.

## Namensträgerinnen
- Harriet Chalmers Adams (1875–1937), US-amerikanische Entdeckerin, Journalistin und Fotografin
- Harriet Andersson (* 1932), schwedische Schauspielerin
- Harriet Andreassen (1925–1997), norwegische Politikerin
- Harriet Hubbard Ayer (1849–1903), US-amerikanische Kosmetikunternehmerin
- Harriet Backer (1845–1932), norwegische Malerin
- Harriet Beecher Stowe (1811–1896), US-amerikanische Schriftstellerin und erklärte Gegnerin der Sklaverei
- Harriet Margaret Louisa Bolus (1877–1970), südafrikanische Botanikerin
- Harriet Bosse (1878–1961), norwegische Schauspielerin
- Harriet Boyd-Hawes (1871–1945), US-amerikanische Archäologin
- Harriet Brooks (1876–1933), kanadische Atomphysikerin
- Harriet Cains (* 1993), britische Schauspielerin
- Harriet Choice (1942–2023), US-amerikanische Musikjournalistin und Redakteurin
- Harriet B. Creighton (1909–2004), US-amerikanische Biologin
- Harriet Dart (* 1996), britische Tennisspielerin
- Harriet Pye Esten (* 1760er Jahre?; † 1865), englische Schauspielerin
- Harriet van Ettekoven (* 1961), niederländische Ruderin
- Harriet Frank Jr. (1923–2020), US-amerikanische Drehbuchautorin
- Harriet Gessner (1929–2012), deutsche Schauspielerin
- Harriet Gibbs Marshall (1868–1941), US-amerikanische Pianistin und Wegbereiterin für die Ausbildung afroamerikanischer Musikerinnen
- Harriet Harman (* 1950), britische Politikerin der Labour Party
- Harriet Sansom Harris (* 1955), US-amerikanische Schauspielerin
- Harriet Heise (* 1966), deutsche Fernseh-Journalistin und Moderatorin
- Harriet Herbig-Matten (* 2003), deutsche Schauspielerin
- Harriet Hilliard (1909–1994), US-amerikanische Sängerin und Schauspielerin
- Harriet Hosmer (1830–1908), US-amerikanische Bildhauerin
- Harriet Howard (1823–1865), Mätresse und finanzielle Gönnerin Napoleons III.
- Harriet Hunt (* 1978), englische Schachmeisterin
- Harriet Jacobs (1813–1897), afroamerikanische Autorin
- Harriet Köhler (* 1977), deutsche Schriftstellerin
- Harriet Krijgh (* 1991), niederländische Cellistin
- Harriet Lane (1830–1903), Nichte des US-amerikanischen Präsidenten James Buchanan und First Lady der USA
- Harriet Lerner (* 1944), US-amerikanische Psychologin, Psychotherapeutin und Feministin
- Harriet Mann Miller (1831–1918), US-amerikanische Schriftstellerin
- Harriet Martineau (1802–1876), britische Schriftstellerin
- Harriet Miers (* 1945), US-amerikanische Juristin
- Harriet Taylor Mill (geb. Hardy; 1807–1858), englische Frauenrechtlerin und Autorin
- Harriet Ndow (1926–2019), gambische Pädagogin und Bildungsunternehmerin
- Harriet Ohlsson (* 1978), schwedische Singer-Songwriterin
- Harriet Quimby (1875–1912), US-amerikanische Pilotin
- Harriet Ellen Siderovna von Rathlef-Keilmann (1887–1933), deutsch-baltische Bildhauerin.
- Harriet Rudolph (* 1966), deutsche Historikerin
- Harriet Williams Russell Strong (1844–1926), US-amerikanische Erfinderin, Naturschützerin und Frauenrechtlerin
- Harriet Smithson (1800–1854), irische Schauspielerin, erste Ehefrau des französischen Komponisten Hector Berlioz
- Harriet Straub (1872–1945), deutsche Ärztin und Schriftstellerin
- Harriet Sutherland-Leveson-Gower, Duchess of Sutherland (1806–1868), britische Adlige und Hofdame der Königin Victoria
- Harriet Tubman (geb. Araminta Ross; ≈1820–1913), US-amerikanische Fluchthelferin der Underground Railroad
- Harriet Valentino (1893–1978), US-amerikanische Schauspielerin der Stumm- und frühen Tonfilmzeit
- Harriet von Waldenfels (* 1985), deutsche Journalistin und Fernsehmoderatorin
- Harriet Walter (* 1950), britische Schauspielerin
- Harriet Shaw Weaver (1876–1961), englische Feministin, Redakteurin und Autorin
- Harriet Wegener (1890–1980), Hamburger Autorin, Politikerin (FDP) und Frauenrechtlerin
- Harriet Zuckerman (* 1937), US-amerikanische Soziologin

## Fiktive Personen
- Harriet Smith, Emmas beste Freundin in Emma von Jane Austen
- Harriet Vanger, Ziehtochter von Henrik Vanger in Verblendung von Stieg Larsson